# Sonic Gems Collection
Sonic Gems Collection ist eine Videospielsammlung, die vom Sonic Team entwickelt und von Sega erstmals in Japan am 11. August 2005 für Nintendo GameCube und PlayStation 2 veröffentlicht wurde. Sie enthält je nach Region insgesamt elf oder fünfzehn Spiele, die von 1991 bis 1997 für verschiedene Sega-Konsolen, den PC oder als Arcade-Automaten erschienen sind und nicht auf der Sonic Mega Collection oder Sonic Mega Collection Plus enthalten waren, davon neun aus der Sonic-Spieleserie. In Nordamerika wurde das Spiel nicht für PlayStation 2 veröffentlicht.

## Inhalt
Die Sonic Gems Collection enthält folgende Spiele:
| Von Beginn an auswählbare Spiele  | Von Beginn an auswählbare Spiele | Von Beginn an auswählbare Spiele | Von Beginn an auswählbare Spiele      | Von Beginn an auswählbare Spiele |
| Name des Spiels                   | Release                          | Genre                            | Entwickler                            | System                           |
| --------------------------------- | -------------------------------- | -------------------------------- | ------------------------------------- | -------------------------------- |
| Sonic the Hedgehog CD             | 1993                             | Jump ’n’ Run                     | Sonic Team                            | Sega Mega-CD, PC                 |
| Sonic the Fighters                | 1996                             | Kampfspiel                       | Sega AM2                              | Arcade                           |
| Sonic R                           | 1997                             | Rennspiel                        | Sonic Team, Traveller’s Tales         | Sega Saturn, PC                  |
| Sonic the Hedgehog 2 (8-Bit)      | 1992                             | Jump ’n’ Run                     | Aspect Co. Ltd                        | Sega Game Gear                   |
| Sonic the Hedgehog Spinball       | 1993                             | Action                           | Sega Interactive Development Division | Sega Game Gear                   |
| Sonic the Hedgehog Triple Trouble | 1994                             | Jump ’n’ Run                     | Aspect Co. Ltd                        | Sega Game Gear                   |
| Sonic Drift Racing                | 1995                             | Rennspiel                        | Sega Interactive Development Division | Sega Game Gear                   |
| Tails’ Skypatrol                  | 1995                             | Shoot ’em up                     | SIMS Co., Ltd., JSH / Biox            | Sega Game Gear                   |
| Tails Adventure                   | 1995                             | Jump ’n’ Run                     | Aspect Co. Ltd                        | Sega Game Gear                   |
| Freischaltbare Spiele             |                                  |                                  |                                       |                                  |
| Name des Spiels                   | Release                          | Genre                            | Entwickler                            | System                           |
| Vectorman                         | 1995                             | Jump ’n’ Run                     | BlueSky Software                      | Sega Mega Drive                  |
| Vectorman 2                       | 1996                             | Jump ’n’ Run                     | BlueSky Software                      | Sega Mega Drive                  |
| Bonanza Bros. 1                   | 1991                             | Action                           | Sega                                  | Sega Mega Drive                  |
| Bare Knuckle 1                    | 1991                             | Beat ’em up                      | Sega                                  | Sega Mega Drive                  |
| Bare Knuckle II 1                 | 1992                             | Beat ’em up                      | Sega, Ancient, MNM, Shout!, H.I.C.    | Sega Mega Drive                  |
| Bare Knuckle III 1                | 1994                             | Beat ’em up                      | Sega, Ancient                         | Sega Mega Drive                  |

Alle Spiele sind absolut identisch mit dem entsprechenden Original, wobei Sonic the Hedgehog CD und Sonic R auf den jeweiligen PC-Versionen basieren. Die Anleitungen aller Spiele wurden eingescannt und sind einsehbar.
Weitere Inhalte der Collection sind Artworks, Soundtracks und Videos. Zudem sind Demo-Versionen von den sieben von Beginn an auswählbaren Sega-Mega-Drive- und den sechs Sega-Game-Gear-Sonicspielen, die auf der Sonic Mega Collection Plus enthalten waren, in der Sonic Gems Collection implementiert. Man startet dabei immer beim jeweiligen Endbosskampf. Schafft man den Endbosskampf in der vorgegebenen Zeit, kann man das jeweilige Spiel so lange spielen, bis das Zeitlimit ausläuft. Im Grunde sind diese Spiele also auch vollständig auf der Sonic Gems Collection enthalten, jedoch nur sehr eingeschränkt spielbar.

## Entwicklung
Nachdem die Verkaufszahlen der Sonic Mega Collection und Sonic Mega Collection Plus die Erwartungen von Sega übertraf, war es das Ziel, eine Sonic-Collection zu veröffentlichen, die die übrigen und weniger bekannten Sonic-Spiele enthalten sollte. Konnte man zuvor unkompliziert die Sega-Mega-Drive-Spiele emulieren, mussten diesmal viele verschiedene Systeme zum Laufen gebracht werden, was sich als schwieriger herausstellte, als zunächst angenommen.
So wurde das eigentlich für die Sonic Gems Collection eingeplante Knuckles’ Chaotix schlussendlich nicht eingebaut, weil es zu schwierig war, 32X-Spiele auf die Schnelle ohne Spielfehler umzusetzen. Beim Arcade-Spielhallenautomat SegaSonic the Hedgehog scheiterte die Umsetzung an der eigentümlichen Steuerung mit einem "Track Ball", die laut Yūji Naka nicht mit den Controllern der Konsolen vereinbar war. Sonic Eraser wurde nach dem Wegfall der beiden anderen Sonic-Spiele ebenfalls entfernt, da es aufgrund des wenigen Spielumfangs und der geringen Qualität nicht zu sehr im Fokus stehen sollte. Stattdessen kamen die Sega-Game-Gear-Sonicspiele, die nicht auf der Sonic Mega Collection Plus enthalten waren, dazu. Abseits von Sonic wurden die Sega Mega Drive-Spiele Wonder Boy III: Monster Lair (1990), Wonder Boy in Monster World (1991) und Monster World IV (1994) ebenfalls nicht umgesetzt, obwohl dies ursprünglich geplant war.

## Rezeption
Die Sonic Gems Collection erhielt vorwiegend mäßige Wertungen. Allgemein wurde Sonic the Hedgehog CD als bestes Spiel der Collection angesehen, die übrigen Spiele alterten laut der Fachpresse nicht unbedingt immer gut.

„Wie viele Spiele gibt es eigentlich mit dem blauen Igel? Dutzende! Denn nach der spielerisch einwandfreien Sonic Collection-Hüpfparade veröffentlicht Sega eine neue bunte Sammlung mit dem schnellsten Igel der Welt. Den Auftakt macht Sonic the Fighters: Das Kampfsystem der dreidimensionalen Arcade-Prügelei lehnt sich an Virtua Fighter an, erreicht aber wegen des konfusen Spielablaufs nicht im entferntesten das hohe Niveau des Prügelklassikers. Der nächste Titel stellt sogleich den Höhepunkt der Kollektion dar: Sonic CD. Die klassische Hüpferei überzeugt mit abwechslungsreichem Leveldesign, vielen Abkürzungen, fairen Gegnern und einem Top-Soundtrack. Weiter versucht sich Euer Lieblingsigel in Sonic R als Rennass, wo er durch 3D-Welten flitzt (emuliert wird die PC-Version). Trotz cooler Idee raubt Euch die katastrophale Steuerung den letzten Nerv. Zudem serviert Euch Sega ein halbes Dutzend durchschnittlicher Game-Gear-Titel. Als Boni schaltet Ihr die beiden wunderschönen, spielerisch anspruchsvollen 2D-Vectorman-Balladen frei. Kollektion mit raren, skurrilen Sonic-Spielen: außer Vectorman und CD nur Durchschnitt.“

„Sonic CD ist sicherlich das Glanzstück der Serie, während die Qualität der anderen Klunker doch sehr abfällt. Besonders Sonic The Fighters und Sonic R sind aus heutiger Sicht antiquiert und langweilig. Dafür könnt ihr zusätzlich die Klassiker Vectorman 1+2 vom Mega Drive freischalten. Die "Juwelen" sind sicherlich kein Pflichtkauf, aber dank der Quantität und des günstigen Preises besonders für Nostalgiker eine Überlegung wert.“